# Gresham's School

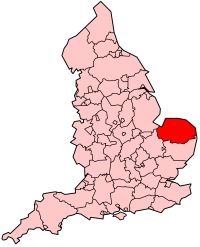
Grevskapet Norfolk

Gresham's School, är ett engelskt högre läroverk, en privatskola för pojkar och flickor, i Norfolk nära Nordsjön, grundad 1555.

## Kända elever från skolan
- Donald Maclean
- John Reith
- W.H. Auden
- Lennox Berkeley
- Tom Bourdillon
- Peter Brook
- Benjamin Britten
- Stephen Frears
- Stephen Fry
- Sienna Guillory
- George Evelyn Hutchinson
- Ben Nicholson
- Christopher Cockerell
- James Dyson
- Alan Lloyd Hodgkin
- Ralph Firman
- Sebastian Shaw